# Creu de terme de les Cabanyes
La creu de terme de les Cabanyes és una creu de terme situada a la intersecció de l'avinguda U i el carrer Cinc de les Cabanyes (Alt Penedès).
Es conserva la base original, formada per tres graons de pedra circulars. Al llibre 'Les creus al Vent' hi ha una fotografia de la creu de l'any 1916. A la creu hi ha únicament representat Jesucrist crucificat.